# 小行星20760
小行星20760（20760 Chanmatchun）是一颗绕太阳运转的小行星，为主小行星带小行星。该小行星于2000年2月27日发现。

## 轨道参数
小行星20760的轨道半长轴为2.4192664 UA，离心率为0.163。